# Diecezja Lạng Sơn i Cao Bằng
Diecezja Lạng Sơn i Cao Bằng (łac. Dioecesis Langsonensis et Caobangensis, wiet. Giáo phận Lạng Sơn và Cao Bằng) – rzymskokatolicka diecezja ze stolicą w Lạng Sơn w prowincji Lạng Sơn, w Wietnamie. Biskupstwo jest sufraganią archidiecezji Hanoi.

## Historia
31 grudnia 1913, za pontyfikatu papieża św. Piusa X erygowano prefekturę apostolską Lạng Sơn i Cao Bằng. Dotychczas wierni z tych terenów należeli do wikariatu apostolskiego Północnego Tonkinu (obecnie diecezja Bắc Ninh).
11 lipca 1939 prefekturę apostolską Lạng Sơn i Cao Bằng podniesiono do rangi wikariatu apostolskiego.
24 listopada 1960 papież Jan XXIII podniósł wikariat apostolski Lạng Sơn i Cao Bằng do rangi diecezji.

## Ordynariusze

### Prefekci apostolscy
- Bertrand Cothonay OP (1913 - 1924)
- Marie-Dominique Maillet OP (1925 - 1930)
- Félix-Maurice Hedde OP (1931 - 1939)

### Wikariusze apostolscy
- Félix-Maurice Hedde OP (1939 - 1960)
- Réginald-André-Paulin-Edmond Jacq OP (1960) zrezygnował, aby biskupem mógł zostać Wietnamczyk

### Biskupi
- Vincent de Paul Phạm Văn Dụ (1960 - 1998)
- Joseph Ngô Quang Kiệt (1999 - 2005) następnie mianowany arcybiskupem hanojskim
- Joseph Ðặng Ðức Ngân (2007 - 2016)
- Joseph Châu Ngọc Tri (od 2016)